# Région métropolitaine de l'Extrême-Ouest

Localisation de la région métropolitaine de l'Extrême-Ouest

La région métropolitaine de l'Extrême-Ouest (Região Metropolitana do Extremo Oeste en portugais) fut créée en 2012 par la loi de l'État de Santa Catarina n°571 du 24 mai 2012.
Elle regroupe 21 municípios autour de la ville siège de São Miguel do Oeste. 26 autres municipalités forment l'« aire d'expansion » de la région métropolitaine. Au total, 47 municipalités sont liées dans cette entité territoriale.